# Donne in musica
Donne in musica è una compilation 2014 composta da due cd per un totale di 30 brani. Raggiunge la prima posizione nella classifica FIMI.

## CD 1
1. La mia storia con te - Alessandra Amoroso
2. Controvento - Arisa
3. Due respiri - Chiara Galiazzo
4. Eppure sentire (un senso di te) - Elisa
5. Cercavo amore - Emma Marrone
6. Gocce di memoria - Giorgia
7. Non ti scordar mai di me - Giusy Ferreri
8. Eclissi del cuore - L'Aura
9. Per sempre - Nina Zilli
10. Diamante lei e luce lui - Annalisa
11. Come foglie - Malika Ayane
12. Vuoto a perdere - Noemi
13. Anche se fuori è inverno - Deborah Iurato
14. Ci vediamo a casa - Dolcenera
15. Distratto - Francesca Michielin

## CD 2
1. Sei nell'anima - Gianna Nannini
2. Pensiero stupendo - Patty Pravo
3. Quello che le donne non dicono - Fiorella Mannoia
4. Confusa e felice - Carmen Consoli
5. La tua ragazza sempre - Irene Grandi
6. Comprami - Viola Valentino
7. Almeno tu nell'universo - Mia Martini
8. Primavera (You To Me Are Everything) - Marina Rei
9. Viva el amor! - Paola & Chiara
10. Splendido splendente - Donatella Rettore
11. Nell'aria - Marcella Bella
12. Essere una donna - Anna Tatangelo
13. Tutti i brividi del mondo - Anna Oxa
14. Volami nel cuore - Mina
15. E la luna bussò - Loredana Bertè